# Vancomycineresistente enterokok

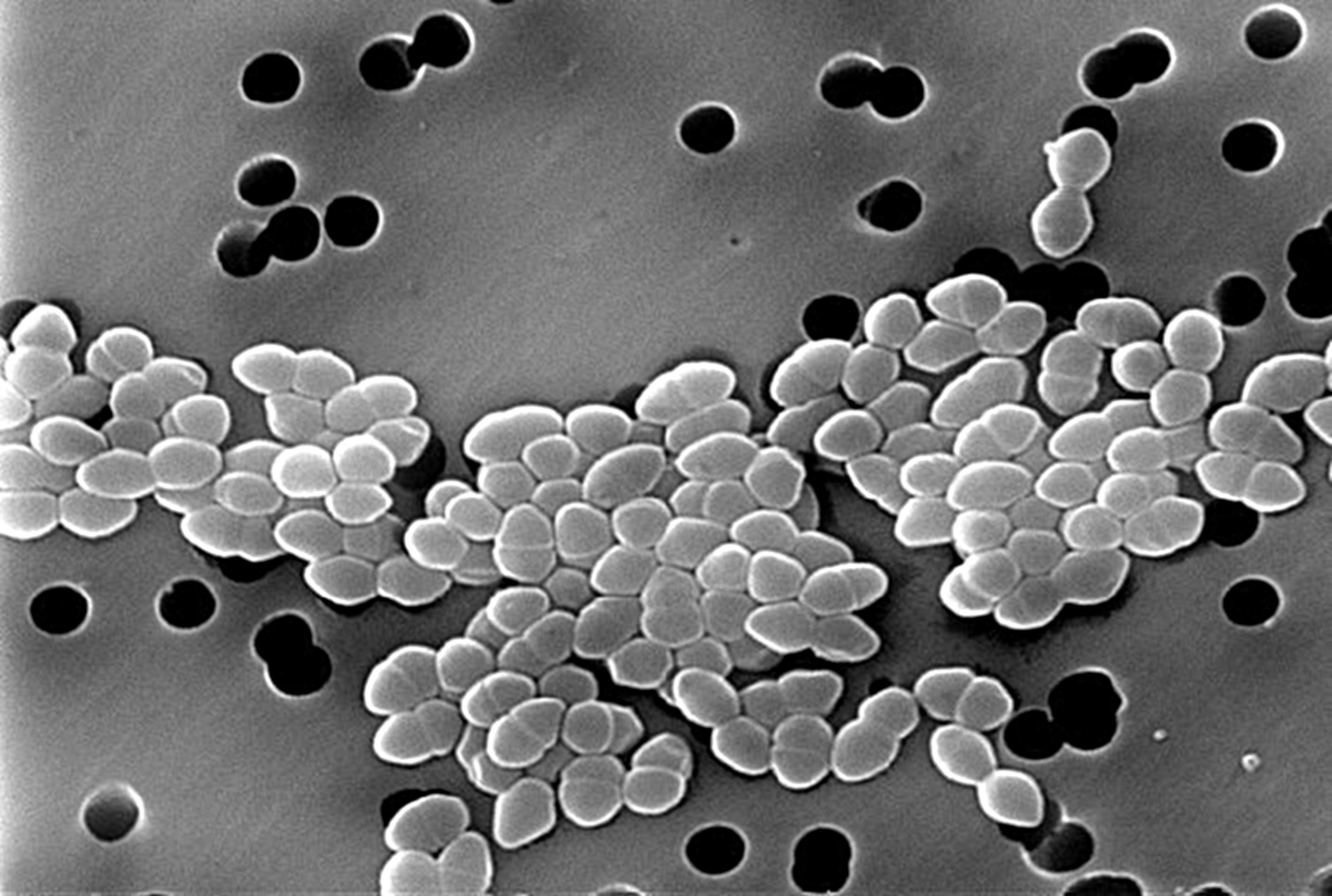
Vancomycineresistente enterokokken

Vancomycineresistente enterokokken (VRE) zijn bacteriën uit het geslacht Enterococcus die resistent zijn geworden voor het antibioticum vancomycine, dat als een van de laatste middelen wordt ingezet bij moeilijk te bestrijden infecties. Deze ziekenhuisbacterie is vooral gevaarlijk voor verzwakte ziekenhuispatiënten.

## Symptomen en behandeling

### Drager
Bij alleen dragerschap van de bacterie, is er niet – automatisch of als direct gevolg – sprake van een infectie door deze bacterie voor gezonde mensen. Het dragerschap – zonder infectiebeeld – kan duren van  enkele weken tot jaren, waarna de bacterie vanzelf uit het lichaam geraakt. Een behandeling (met antibiotica) heeft, wanneer er geen sprake is van een infectie, geen verkortend effect op de periode die de bacterie in het lichaam verblijft.

### Infectie
Medio zomer 2019 bestond nog geen duidelijk beeld van de symptomen die een infectie ten gevolge van de VRE-bacterie kunnen worden veroorzaakt of aan de infectie zijn toe te schrijven. Voor gezonde mensen met een niet gecompromitteerd afweersysteem levert de bacterie geen gevaar van infectie en is er alleen sprake van dragerschap. Diarree zóu door deze infectie kunnen worden veroorzaakt of worden vermoed – omdat meerdere enterobacteriën dit symptoom kunnen veroorzaken –, maar daar zijn ook veel andere mogelijke oorzaken aan te wijzen, en tot dan toe was nog niet met zekerheid vastgesteld of de VRE-bacterie er daar ook een van is. Ook over eventuele andere klachten en symptomen die zich wel zouden kunnen manifesteren ten gevolge van een VRE-infectie, was volgens diverse zorgverlener- en patiënteninformatie in 2019 nog weinig bekend.

### Behandeling
Patiënten van wie gebleken is dat zij drager van de bacterie zijn, maar bij wie nog geen sprake is van een infectie, worden (medisch) gevolgd, en worden verzocht hun andere zorgverleners op de hoogte te brengen van hun dragerschap van de VRE-bacterie.
Patiënten bij wie – door een zwak of ernstig verzwakt immuunsysteem – sprake is van een infectie met de VRE-bacterie, worden – vanwege de resistentie van deze bacterie voor de gangbare of reguliere antibiotica alsook tegen vancomycine, die inmiddels geen effect meer hebben op de bacterie – behandeld door andere, specifieke antibiotica toe te dienen of voor te schrijven. Patiënten die inmiddels niet meer in het ziekenhuis verblijven, worden (of hoeven) niet weer opnieuw opgenomen voor behandeling; het is zelfs zeer onwenselijk om deze patiënten in een omgeving op te nemen waar ook patiënten met een verzwakt afweersysteem verblijven en kunnen juist beter thuis de behandeling ondergaan. Het is bij infecties door 'resistente bacteriën' van groot belang dat zij de kuur met deze antibiotica – die doorgaans (nog) niet worden voorgeschreven, maar alleen als een van de laatste nog werkzame antibiotica worden ingezet – strikt volgen wat betreft de doseringen, innametijden, en de lengte van de kuur: deze dient geheel te worden afgemaakt, of in andere woorden, alle doseringen (in de verpakking) dienen te worden toegediend, vooral om resistentie van de VRE-bacterie tegen óók deze nog resterende alternatieven te voorkomen.

## Gemelde voorvallen en constateringen
Nederland kende het afgelopen decennium nauwelijks voorvallen, maar in 2012 waren er in zes ziekenhuizen vrijwel gelijktijdig uitbraken van de bacterie met waarschijnlijk verschillende typen. De situatie was dermate ernstig dat het RIVM hierover op 6 juni 2012 overleg voerde. In 2013 werd melding gemaakt van een voorval in ziekenhuizen in Veldhoven en Sittard. Op 7 februari 2017 is bij een 35-tal mensen de bacterie in het UMCG te Groningen vastgesteld. Slechts enkele maanden later werd bij vijf patienten van het toenmalige Academisch Medisch Centrum eveneens VRE aangetroffen. In augustus 2019 werd bekend dat de bacterie sinds 19 juni van hetzelfde jaar was aangetroffen bij ten minste één patient die opgenomen was geweest in het Diakonessenhuis (Utrecht), en werden eerder gelijktijdig opgenomen patiënten opgeroepen om mee te werken aan een screening. In maart 2025 werd bij enkele patiënten op meerdere afdelingen in het Ziekenhuis Gelderse Vallei vastgesteld dat zij de VRE-bacterie bij zich droegen.